# Schliengen
Schliengen (en Alémanique Schlienge) est une commune badoise localisée dans l'arrondissement de Lörrach dans le Bade-Wurtemberg allemand.

## Géographie
La commune, située entre Müllheim et Lörrach, s'élève à 225 m au-dessus de la mer et compte le sommet du massif du Blauen ou Hochblauen, l'un des points culminants de la Forêt-Noire à 1 165 m.

## Histoire
Vers 1170 l'Évêque de Bâle donne en fief Schliengen, Mauchen et Steinenstadt aux nobles de Uesenberg. Pendant la guerre de Trente Ans et en dépit des lettres des Cantons catholiques suisses le Prince-Évêque eu de gros ennuis pour garantir la Neutralité de ses enclaves. Le bailliage était administré par le grand bailli de Birseck. Mais en 1719, Schliengen accéda au rang de Seigneurie (comprenant Schliengen, Mauchen, Altingen, et Steinenstadt, ainsi que Istein et Huttingen, et la Châtellenie de Binzen) avec la nomination d'un bailli-résidant, qui était le représentant aux États de l'Évêché de Bâle à Porrentruy. En 1770, la Seigneurie de Schliengen produisit un total appréciable de 4282 hl de vin. À la chute du Prince-Évêque en 1792, le sort de la Seigneurie devint incertain. Ce n'est que le 12 décembre 1802 que le dernier bailli de l’Évêché de Bâle fut délié de son serment de fidélité par le Prince-Évêque Franz Xaver von Neveu, et Schliengen fut réunie au margraviat de Bade. La crosse épiscopale est restée dans les nouvelles armoiries de Schliengen de 1969. Mais le rouge eut mieux sied,. Sur la route de Bâle, les fers-à-chevaux devant être changés au pied d'une longue butte, on les retrouve sur les armoiries de Schliengen. En 1975, au cours des réorganisations de communes, Steinenstadt s'est retrouvée incorporée à la ville voisine de Neuenburg am Rhein, elle-même fief de l’Évêché de Bâle encore au XIVe siècle. Fort convoité, le nom du dernier fief du Porrentruy a la particularité de figurer tant sur l'Arc de triomphe de Paris que sur celui de la capitale des Autrichiens, en raison de la bataille de 1796.

## Personnalités
- Ernst Friedrich Gilg (1867-1933), botaniste né à Obereggenen.
- Rüdiger Hoffmann (1921-2011), historien local
- Horst Iburg (1940-2019), historien local
- Werner Bundschuh, maire de 1989 à 2019
- Karl Mannhardt, 1931[5]

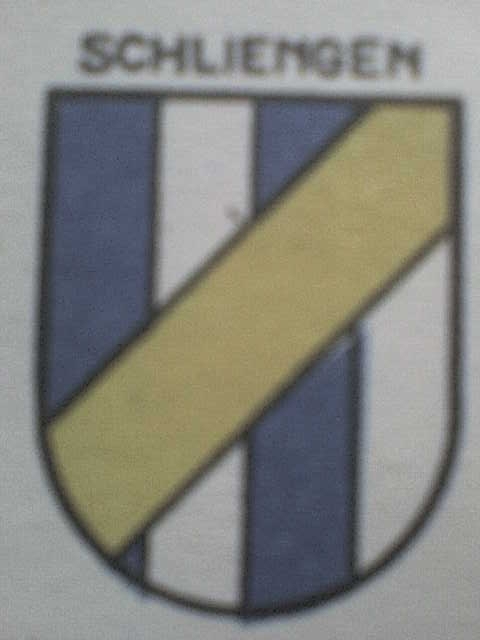
Anciennes armoiries Seigneurie de Schliengen
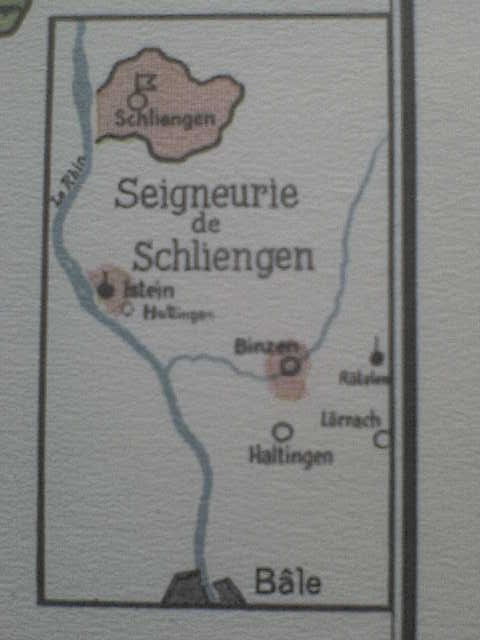
Carte Évêché de Bâle de G. Amweg
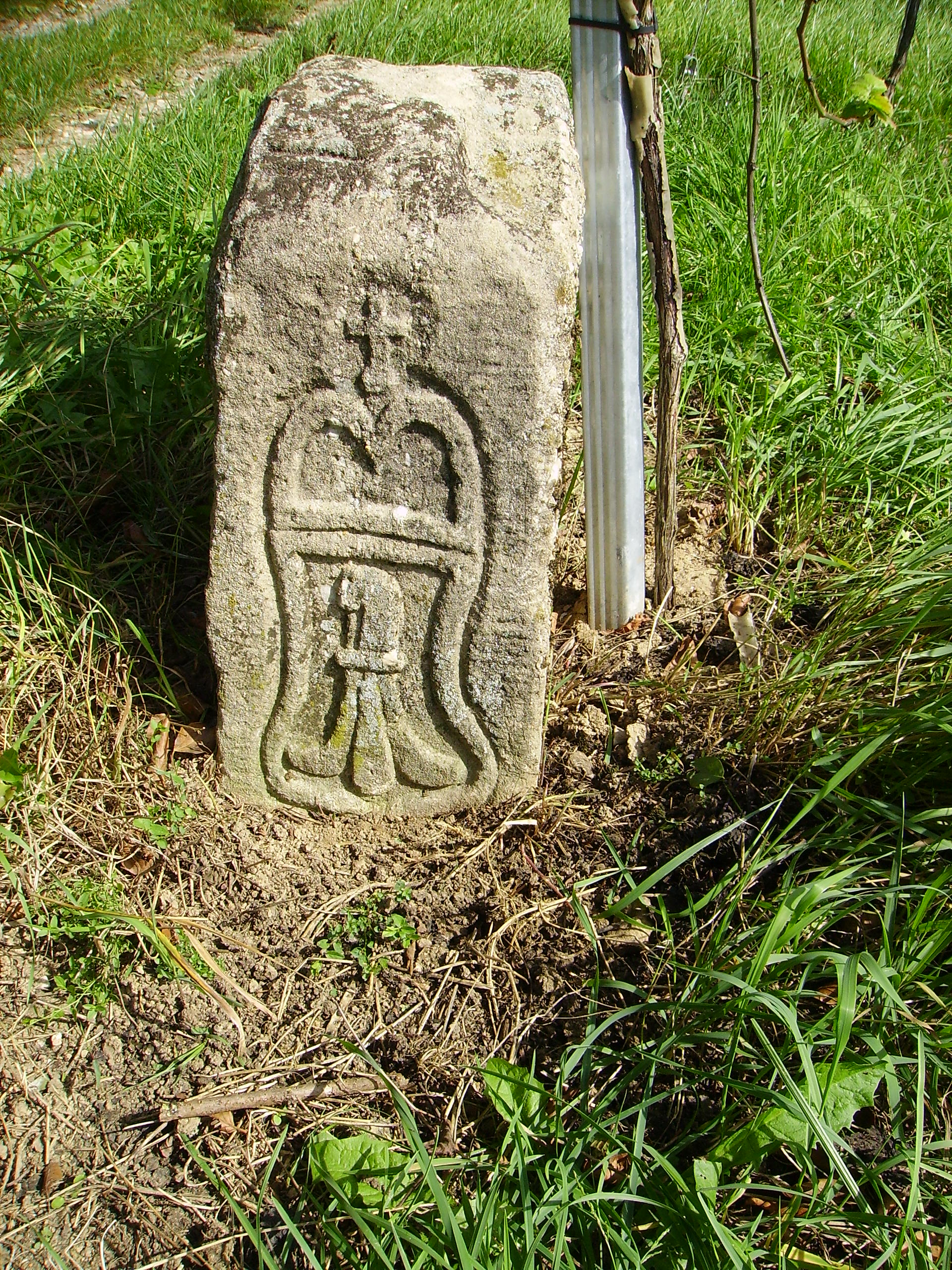
Une des bornes de l’Évêché de Bâle année 1781, sur les hauts de Schliengen

## Jumelage
- Nidau (Suisse) depuis 1989